# Springdale (Nouvelle-Galles du Sud)
Springdale est une communauté villageoise du centre-nord de la région de Riverina, dans l'État australien de la Nouvelle-Galles du Sud. Il est situé par la route, à environ 3 kilomètres à l'est de Combaning et à 23 kilomètres au nord-ouest de Stockinbingal. Elle est également située à 328 kilomètres à vol d'oiseau de la capitale de l'Etat, Sydney. Au recensement de 2016, elle comptait 150 habitants. 
Le bureau de poste de Springdale a ouvert ses portes le 1er novembre 1877 et fermé en 1977.

## Galerie

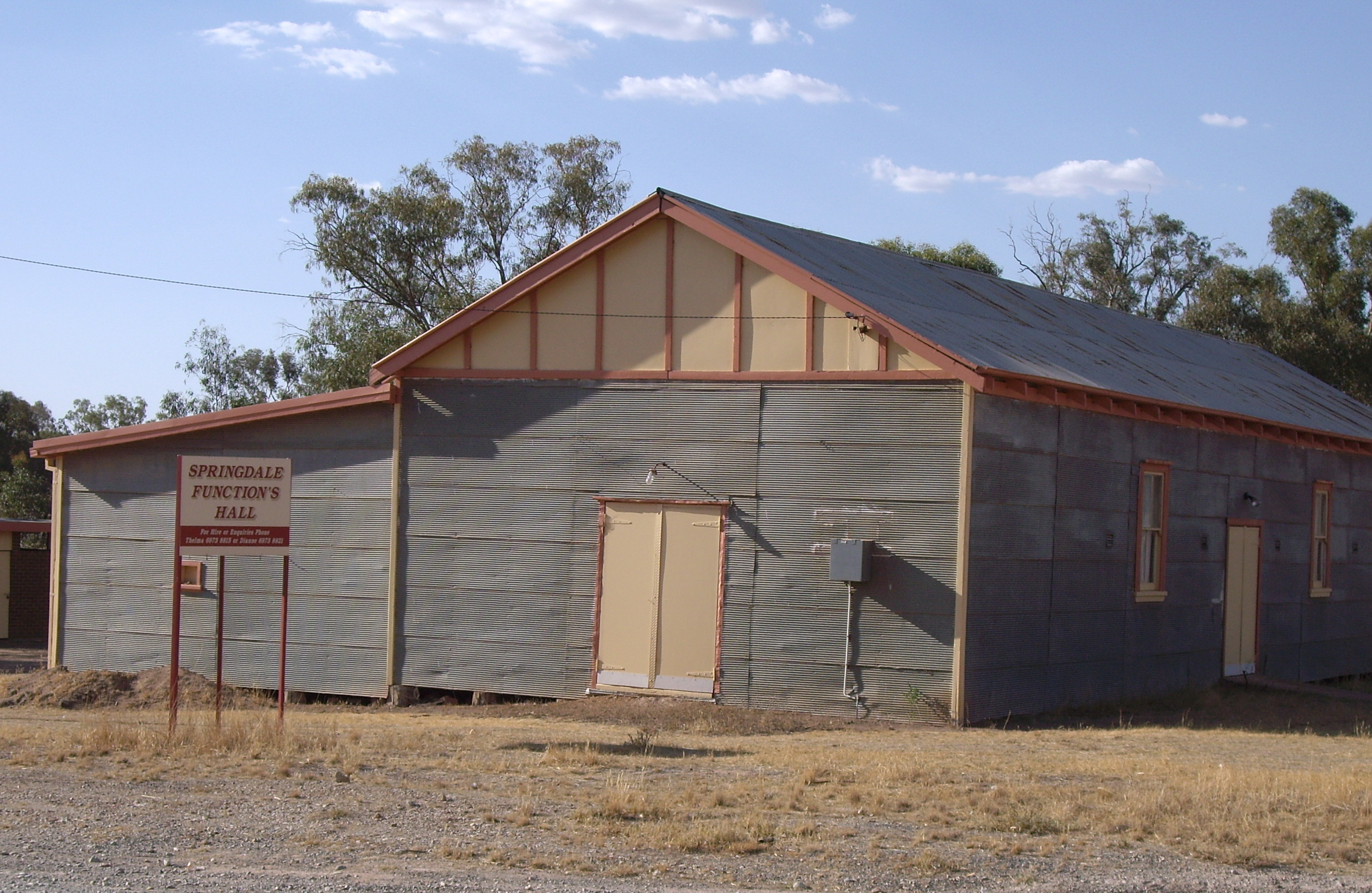
Salle des fêtes de Springdale
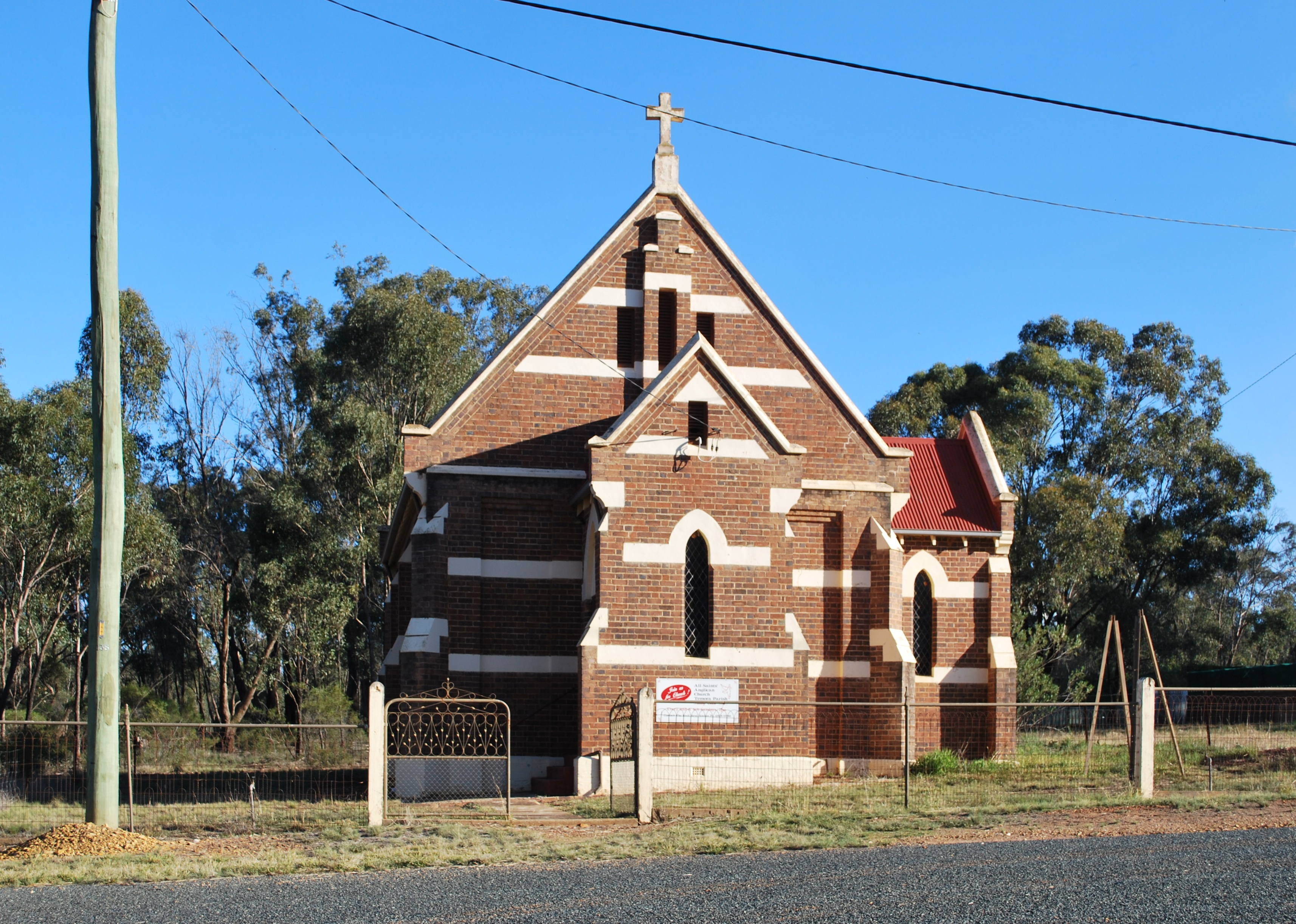
Église anglicane All Saints
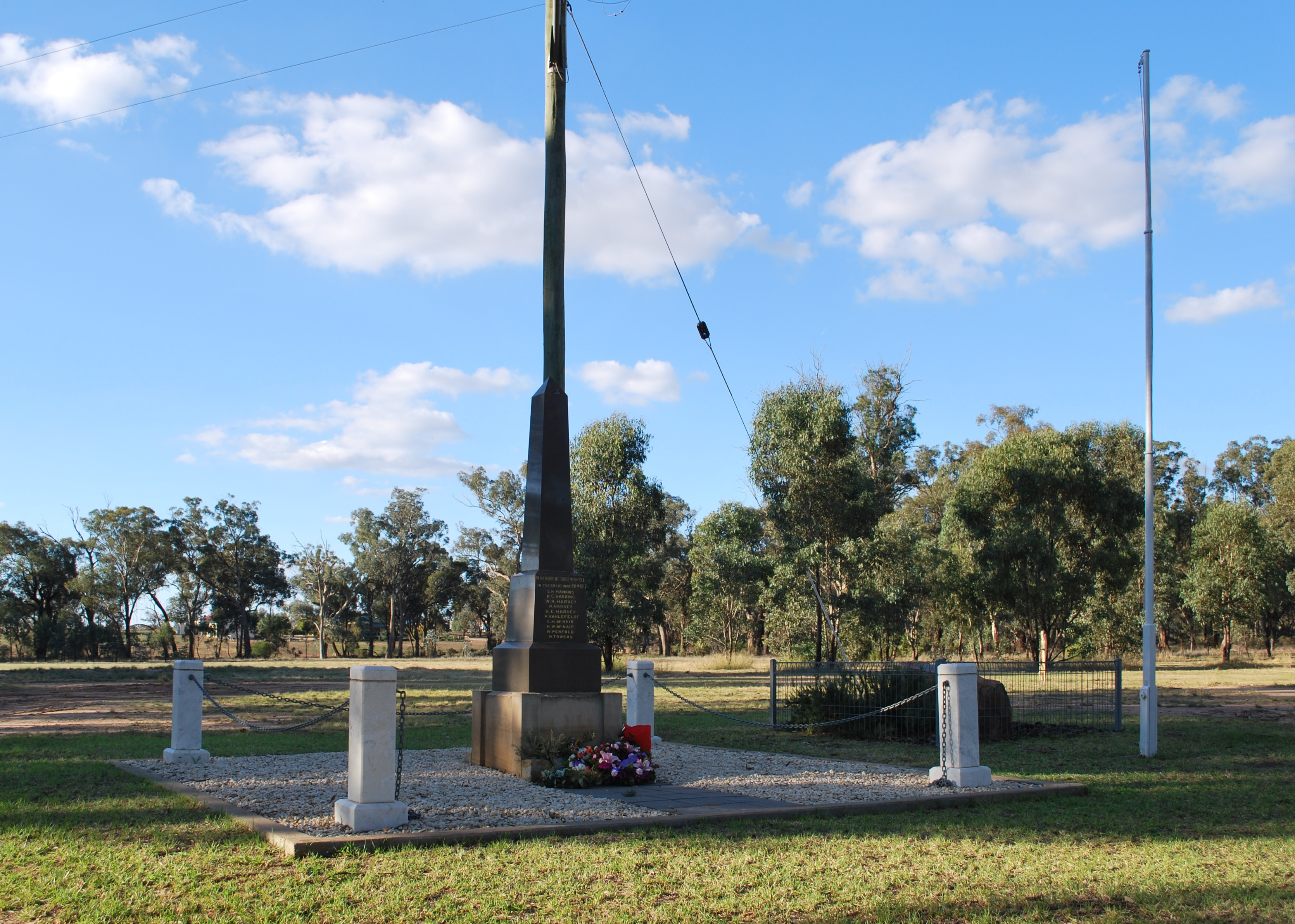
Monument commémoratif de guerre

## Gare de Springdale
Springdale se situait sur la ligne du Lac Cargelligo. Elle se situe entre les stations de Combaning et de Gundibindyal. La gare a ouvert en 1893 et a fermé en 1975.